# Paul Kaiser
Paul Kaiser (ur. 16 grudnia 1908, zm. 28 maja 1947 w Landsberg am Lech) – zbrodniarz hitlerowski, członek załogi obozu koncentracyjnego Mauthausen-Gusen i SS-Unterscharführer.
Członek Waffen-SS od 1943. Pełnił służbę w kompleksie obozowym Mauthausen od marca 1943 do 4 maja 1945. Pełnił w tym czasie funkcję kierownika wydziału budowlanego w podobozach kolejno: Linz, Gusen i Gunskirchen. Za zabójstwa więźniów podczas marszu śmierci z tego ostatniego podobozu Kaiser został skazany w procesie załogi Mauthausen-Gusen (US vs. Johann Altfuldisch i inni) przez amerykański Trybunał Wojskowy w Dachau na karę śmierci. Wyrok wykonano przez powieszenie w więzieniu Landsberg 28 maja 1947.